# Elekes Dezső
Szentkatolnai Elekes Dezső (Kézdivásárhely, 1889. november 11. – Budapest, 1965. április 7.) jogász, statisztikus, demográfus, címzetes egyetemi tanár, a Központi Statisztikai Hivatal elnöke 1946-tól 1948-ig.
A sajtóstatisztika és a statisztikai hírszolgálat hazai úttörője. Miniszteri tanácsos, a Magyar Statisztikai Társaság főtitkára, majd alelnöke, a Journal de la Société Hongroise de Statistique, a Magyar Statisztikai Szemle és a Kisebbségvédelem szerkesztője. Költő, sakkozó, levelezési sakkvilágbajnok.
Elekes György költő bátyja.

## Pályafutása
A székely nemesi származású, szentkatolnai Elekes család sarja. Alapfokú és középiskolai tanulmányait Kézdivásárhelyen és Sepsiszentgyörgyön végezte. Felsőfokú tanulmányait 1907-1910 között a kolozsvári tudományegyetem jogi karán végezte, majd 1912-ben jogi doktorátust szerzett. 1910-től az első világháború kitöréséig ügyvédjelöltként, később ügyvédként Brassóban és Kézdivásárhelyen dolgozott. Katonaként részt vett az első világháborúban.
1918-ban a Központi Statisztikai Hivatal szolgálatába lépett. 1931 és 1936 között a hivatal könyvtárát vezette. Kidolgozta a könyvstatisztikai adatfeldolgozás módszertanát, és ő indította el az erre vonatkozó adatgyűjtési munkákat is. 1936-ban miniszteri titkárrá nevezték ki. Előbb az általános és szerkesztési ügyek osztályát, majd 1939-től a Központi Statisztikai Hivatal központi osztályát vezette. A hivatali ranglétrán is gyorsan emelkedett: 1941-ben miniszteri osztálytanácsos, 1944-ben pedig miniszteri tanácsos lett. 1945-ben a KSH alelnöke, 1946–48 között elnöke volt.
A Magyar Statisztikai Társaság másodtitkára, majd 1926-tól titkára, 1932 és 1943 között főtitkára. 1943-tól a Társaság alelnökeként tevékenykedett.
Tanulmányai, cikkei a Magyar Statisztikai Szemlében – amelynek 1939-től 1945-ig szerkesztője volt –, és a Magyar Statisztikai Társaság francia nyelvű folyóiratában, a Journal de la Société Hongroise de Statistiqueban jelentek meg.
1935-től a Pázmány Péter Tudományegyetem Jog- és államtudományi karának magántanára, 1942-től pedig rendkívüli tanára volt.
Élete utolsó szakaszában családvédelmi, demográfiai kutatásokkal foglalkozott. Szentkatolnai Elekes Dezső 1965. április 7-én halt meg Budapesten, sírja a Farkasréti temetőben található.

## Művei
- A mai Magyarország. A második világháború és a párizsi békeszerződés következményei (szerkesztőként, 1946)[5]
- Sakkozók kincseskönyve. Magyar sakk almanach; szerk. Elekes Dezső; Magyar Sakkvilág, Kecskemét, 1926
- A Dunavölgyi kérdőjel. A Duna környéki Közép-Európa gazdasági problémája (Budapest, 1934)
- Budapest szerepe Magyarország szellemi életében (Budapest, 1938)
- Hazánk, népünk, szomszédaink. Az ezeréves, a trianoni és a megnagyobbodott Magyarország ismertetője; Magyar Statisztikai Társaság, Bp., 1940 (A Magyar Statisztikai Társaság kiadványai)
- Statisztikus a harcmezőn. Elekes Dezső háborús naplója; sajtó alá rend., jegyz. Derzsy Márk, bev. Kovács Csaba; KSH Könyvtár, Bp., 2018 (A statisztika történetei)

## Sakkozóként

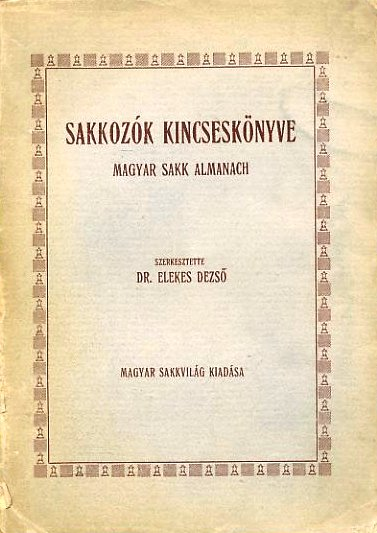
Sakkozók kincseskönyve (1926)

1924-ben megnyerte Budapest amatőr sakkbajnokságát.
A sakkal kapcsolatos könyvei közül kiemelkedik az 1926-ban megjelent Sakkozók kincseskönyve című műve. Ez a kötet a sakknak minden ágával foglalkozott, közölte az akkor aktív feladványszerzők kedvenc műveit. Az Új Nemzedék folyóirat sakkrovatának vezetője volt.
Sakkfeladvány-szerzőként legjobb eredménye az 1936. évi müncheni sakkolimpiával párhuzamosan rendezett feladványverseny végjáték osztályában elért 2. helyezése volt. A levelezési sakkozásnak élete végéig lelkes híve maradt. Legszebb sikerét az 1952-ben levelezési sakkcsapat-világbajnokságot (később ezt a versenyt I. levelezési sakkolimpia néven jegyzik) nyert magyar válogatott tagjaként érte el.

## Emlékezete
- Statisztika Petőfi SC 1976 óta évente megrendezi az Elekes Dezső Nemzetközi Sakk Emlékversenyt.
- A sepsiszentgyörgyi Szent György Lovag Sakk Klub is megemlékezik a KSH elnökére, az Elekes Dezső-emlékverseny kiírására 2012-ben már a 44. alkalommal került sor.[11]